# Porta gia ton ourano
Porta Gia Ton Ourano (letteralmente porta per il cielo) è il primo singolo della cantante greca Helena Paparizou estratto dal suo quarto album di studio Vrisko To Logo Na Zo. Il singolo ha raggiunto la prima posizione in Cipro, nella classifica digitale greca, nella classifica radiofonica greca e in quella ufficiale della Grecia.
Nel video musicale, registrato l'8 aprile 2008, stesso giorno dell'uscita del singolo, Helena si trova all'esterno di una cabina telefonica all'interno della quale si trova un uomo, che però non la vede e continua a telefonare o a leggere il giornale, ignorandola del tutto. Il video è stato girato ad Atene ed è stato diretto da Alexandros Grammatopoulos. Il 15 aprile 2008 è stato distribuito alla televisione greca, e per la sua prima settimana è stato il video più mandato in onda della nazione.
La musica della canzone è opera di Per Lidén, Niclas Olausson e Toni Mavridis, mentre il testo è stato scritto da Eleana Vrahali. Infine, la foto della copertina dell'album è stata scattata da Alexandros Grammatopoulos, che è anche il direttore del video del brano.

## Classifiche
| Classifica (2008) | Posizione massima |
| ----------------- | ----------------- |
| Cipro             | 1                 |
| Grecia            | 1                 |